# 香川県保育所一覧
香川県保育所一覧（かがわけんほいくしょいちらん）は、香川県の保育所の一覧。

## 公立保育所

### 高松市
- 高松市立松島保育所
- 高松市立福岡保育所
- 高松市立城東保育所
- 高松市立花園保育所
- 高松市立桜町保育所
- 高松市立花ノ宮保育所
- 高松市立中野保育所
- 高松市立扇町保育所
- 高松市立瀬戸内保育所
- 高松市立宮脇保育所
- 高松市立田村保育所
- 高松市立鶴尾保育所
- 高松市立太田保育所
- 高松市立木太保育所
- 高松市立古高松保育所
- 高松市立屋島保育所
- 高松市立林保育所
- 高松市立三谷保育所
- 高松市立多肥保育所
- 高松市立香西保育所
- 高松市立弦打保育所
- 高松市立鬼無保育所
- 高松市立下笠居東部保育所
- 高松市立下笠居中央保育所
- 高松市立下笠居西部保育所
- 高松市立女木保育所
- 高松市立男木保育所
- 高松市立十河保育所
- 高松市立川島保育所
- 高松市立東植田保育所
- 高松市立西植田保育所
- 高松市立塩江保育所
- 高松市立牟礼保育所
- 高松市立田井保育所
- 高松市立原保育所
- 高松市立庵治保育所
- 高松市立大野保育所
- 高松市立大野東保育所
- 高松市立浅野保育所
- 高松市立川東保育所
- 高松市立川東南保育所
- 高松市立香南保育所
- 高松市立国分寺北部保育所
- 高松市立国分寺南部保育所